# Världsmästerskapet i handboll för herrar 2007

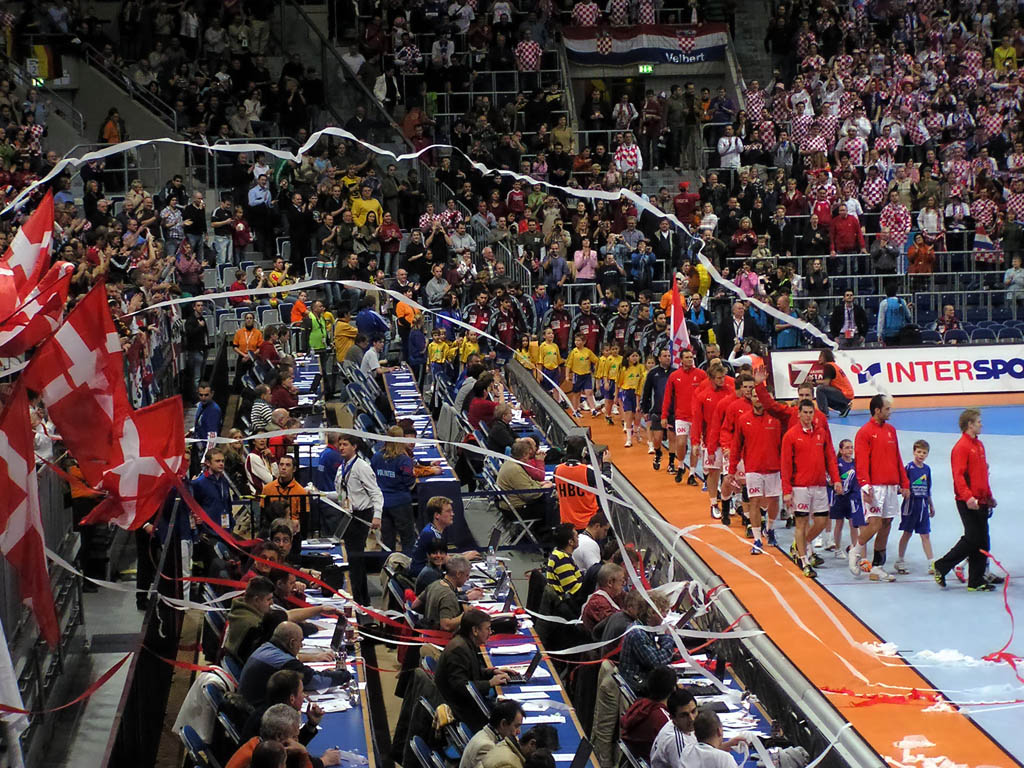
Inför matchen i Grupp II mellan Danmark och Kroatien i SAP Arena, 24 januari 2007.

Världsmästerskapet i handboll för herrar 2007, som var det 20:e i ordningen, spelades 19 januari till 4 februari 2007  i tolv städer i Tyskland med 24 deltagande handbollsnationer.
Tyskland har arrangerat världsmästerskapet i handboll för herrar fem gånger: 1938 (världsmästare: Tyskland), 1958 (dåvarande Östtyskland), 1961 (dåvarande Västtyskland), 1974 (dåvarande Östtyskland) och 1982 (dåvarande Västtyskland). Tyskland är det land som arrangerat flest världsmästerskap i handboll.
Tyskland ville arrangera världsmästerskapet i handboll för herrar 2005, men det blev Tunisien som valdes ut. Men i omröstningen om att få anordna världsmästerskapet 2007 kom Tyskland före Ryssland. Hela 12 handbollsarenor användes i världsmästerskapet 2007. De mest moderna och största arenorna valdes ut. Finalmatchen spelades i Lanxess Arena i Köln den 4 februari 2007.

## Deltagande nationer
De 24 nationer som kvalificerade sig till turneringen, sorterade efter region
| - Afrika (CAHB) - Angola - Egypten - Marocko - Tunisien - Asien (AHF) - Kuwait - Sydkorea - Qatar - Amerika (PATHF) - Brasilien - Argentina - Grönland - Oceanien (OHF) - Australien | - Europa (EHF) - Kroatien - Frankrike - Tyskland (värdnation) - Danmark - Spanien - Island - Norge - Polen - Ryssland - Slovenien - Tjeckien - Ungern |

För mer information om kvalet, se Kvalspelet till VM i handboll för herrar 2007

## Arenor
| Bild                | Stad      | Hall                | Kapacitet | Hemmalag                            | Noter                                                                                |
| ------------------- | --------- | ------------------- | --------- | ----------------------------------- | ------------------------------------------------------------------------------------ |
| Kölnarena           | Köln      | Kölnarena           | 19 250    | VfL Gummersbach                     | Tysklands största innehall. Här spelades bland annat finalen.                        |
| SAP-Arena           | Mannheim  | SAP-Arena           | 14 300    | SG Kronau/Östringen                 |                                                                                      |
| Color Line Arena    | Hamburg   | Color Line Arena    | 12 500    | HSV Hamburg                         | Här spelas Final-Four i den tyska turneringen DHB-Pokal.                             |
| Westfalenhalle      | Dortmund  | Westfalenhalle      | 12 000    |                                     |                                                                                      |
| Gerry-Weber-Stadion | Halle     | Gerry-Weber-Stadion | 11 000    |                                     | Egentligen en tennisarena med tak.                                                   |
|                     | Kiel      | Ostseehalle         | 10 250    | THW Kiel                            | Hallen kallas också "Ostseehölle" och var vid VM nyligen renoverad invändigt.        |
| Max-Schmeling-Halle | Berlin    | Max-Schmeling-Halle | 10 000    |                                     | Största hallen i huvudstaden, uppkallad efter den kända tyske boxaren Max Schmeling. |
| AWD-Dome            | Bremen    | AWD-Dome            | 9 200     |                                     |                                                                                      |
|                     | Magdeburg | Bördelandhalle      | 8 669     | SC Magdeburg (Magdeburg Gladiators) |                                                                                      |
| Porsche Arena       | Stuttgart | Porsche Arena       | 6 100     |                                     |                                                                                      |
| Mittelhessen-Arena  | Wetzlar   | Mittelhessen-Arena  | 5 039     | HSG Wetzlar                         | Nybyggd arena.                                                                       |
| Lipperlandhalle     | Lemgo     | Lipperlandhalle     | 5 000     | TBV Lemgo                           | Den minsta hallen i detta VM.                                                        |

## Inledande omgång

### Poängsystemet
De 24 lagen som var med i VM spelade i sex grupper med fyra lag i varje, matcherna spelades den 20 januari till 22 januari. De två bästa lagen i varje grupp gick vidare till mellanrundan, och de som kom på tredje och fjärde plats i sin grupp gick till Presidents Cup.

### Grupp A
| Nr | Lag       | S | V | O | F | GM  | IM  | MS  | P |
| -- | --------- | - | - | - | - | --- | --- | --- | - |
| 1  | Slovenien | 3 | 3 | 0 | 0 | 102 | 71  | +31 | 6 |
| 2  | Tunisien  | 3 | 2 | 0 | 1 | 97  | 77  | +20 | 4 |
| 3  | Kuwait    | 3 | 1 | 0 | 2 | 85  | 94  | −9  | 2 |
| 4  | Grönland  | 3 | 0 | 0 | 3 | 68  | 110 | −42 | 0 |

| Hemma \ Borta | Grönland | Kuwait | Slovenien | Tunisien |
| Grönland      | —        | —      | —         | 20–36    |
| Kuwait        | 39–27    | —      | 23–33     | —        |
| Slovenien     | 35–21    | —      | —         | —        |
| Tunisien      | —        | 34–23  | 27–34     | —        |

### Grupp B
| Nr | Lag        | S | V | O | F | GM  | IM  | MS  | P |
| -- | ---------- | - | - | - | - | --- | --- | --- | - |
| 1  | Island     | 3 | 2 | 0 | 1 | 106 | 76  | +30 | 4 |
| 2  | Frankrike  | 3 | 2 | 0 | 1 | 103 | 63  | +40 | 4 |
| 3  | Ukraina    | 3 | 2 | 0 | 1 | 90  | 79  | +11 | 4 |
| 4  | Australien | 3 | 0 | 0 | 3 | 48  | 129 | −81 | 0 |

| Hemma \ Borta | Australien | Frankrike | Island | Ukraina |
| Australien    | —          | 10–47     | —      | —       |
| Frankrike     | —          | —         | 24–32  | 32–21   |
| Island        | 45–20      | —         | —      | 29–32   |
| Ukraina       | 37–18      | —         | —      | —       |

### Grupp C
| Nr | Lag       | S | V | O | F | GM | IM | MS  | P |
| -- | --------- | - | - | - | - | -- | -- | --- | - |
| 1  | Polen     | 3 | 3 | 0 | 0 | 86 | 63 | +23 | 6 |
| 2  | Tyskland  | 3 | 2 | 0 | 1 | 84 | 69 | +15 | 4 |
| 3  | Argentina | 3 | 1 | 0 | 2 | 57 | 81 | −24 | 2 |
| 4  | Brasilien | 3 | 0 | 0 | 3 | 65 | 80 | −15 | 0 |

| Hemma \ Borta | Argentina | Brasilien | Polen | Tyskland |
| Argentina     | —         | —         | —     | 20–32    |
| Brasilien     | 20–22     | —         | 23–31 | —        |
| Polen         | 29–15     | —         | —     | —        |
| Tyskland      | —         | 27–22     | 25–27 | —        |

### Grupp D
| Nr | Lag      | S | V | O | F | GM  | IM  | MS  | P |
| -- | -------- | - | - | - | - | --- | --- | --- | - |
| 1  | Spanien  | 3 | 3 | 0 | 0 | 109 | 76  | +33 | 6 |
| 2  | Tjeckien | 3 | 2 | 0 | 1 | 97  | 88  | +9  | 4 |
| 3  | Egypten  | 3 | 1 | 0 | 2 | 94  | 88  | +6  | 2 |
| 4  | Qatar    | 3 | 0 | 0 | 3 | 65  | 113 | −48 | 0 |

| Hemma \ Borta | Egypten | Qatar | Spanien | Tjeckien |
| Egypten       | —       | 35–24 | —       | 30–31    |
| Qatar         | —       | —     | 18–41   | —        |
| Spanien       | 33–29   | —     | —       | 35–29    |
| Tjeckien      | —       | 37–23 | —       | —        |

### Grupp E
| Nr | Lag     | S | V | O | F | GM | IM  | MS  | P |
| -- | ------- | - | - | - | - | -- | --- | --- | - |
| 1  | Ungern  | 3 | 3 | 0 | 0 | 89 | 82  | +7  | 6 |
| 2  | Danmark | 3 | 2 | 0 | 1 | 95 | 75  | +20 | 4 |
| 3  | Norge   | 3 | 1 | 0 | 2 | 88 | 65  | +23 | 2 |
| 4  | Angola  | 3 | 0 | 0 | 3 | 64 | 114 | −50 | 0 |

| Hemma \ Borta | Angola | Danmark | Norge | Ungern |
| Angola        | —      | 20–29   | —     | —      |
| Danmark       | —      | —       | 27–25 | 29–30  |
| Norge         | 41–13  | —       | —     | —      |
| Ungern        | 34–31  | —       | 25–22 | —      |

### Grupp F
| Nr | Lag      | S | V | O | F | GM  | IM  | MS  | P |
| -- | -------- | - | - | - | - | --- | --- | --- | - |
| 1  | Kroatien | 3 | 3 | 0 | 0 | 108 | 72  | +36 | 6 |
| 2  | Ryssland | 3 | 1 | 1 | 1 | 94  | 83  | +11 | 3 |
| 3  | Sydkorea | 3 | 1 | 1 | 1 | 87  | 92  | −5  | 3 |
| 4  | Marocko  | 3 | 0 | 0 | 3 | 60  | 102 | −42 | 0 |

| Hemma \ Borta | Kroatien | Marocko | Ryssland | Sydkorea |
| Kroatien      | —        | 35–22   | 32–37    | —        |
| Marocko       | —        | —       | 19–35    | 19–32    |
| Ryssland      | –        | –       | —        | 32–32    |
| Sydkorea      | 23–41    | —       | —        | —        |

## Presidents-Cup
De som kom trea och fyra i gruppen delades in i fyra grupper med tre lag:
| Grupp I: - 3:e-plats i grupp A - 3:e-plats i grupp B - 3:e-plats i grupp C | Grupp II: - 3:e-plats i grupp D - 3:e-plats i grupp E - 3:e-plats i grupp F | Grupp III: - 4:e-plats i grupp A - 4:e-plats i grupp B - 4:e-plats i grupp C | Grupp IV: - 4:e-plats i grupp D - 4:e-plats i grupp E - 4:e-plats i grupp F |

Matcherna spelades mellan 24 februari till 27 februari. 28 februari spelade vinnarna i grupp I och II om 13:e platsen, förloraren spelade om 15:e platsen, och de tredje lagen spelar playoff om 17:e platsen. Lagen i grupp III och IV spelade playoff om 19:e, 21:a och 23:e plats enligt samma modell.

### Grupp I
| Nr | Lag       | S | V | O | F | GM | IM | MS  | P |
| -- | --------- | - | - | - | - | -- | -- | --- | - |
| 1  | Ukraina   | 2 | 2 | 0 | 0 | 56 | 45 | +11 | 4 |
| 2  | Argentina | 2 | 1 | 0 | 1 | 50 | 48 | +2  | 2 |
| 3  | Kuwait    | 2 | 0 | 0 | 2 | 48 | 61 | −13 | 0 |

| Hemma \ Borta | Argentina | Kuwait | Ukraina |
| Argentina     | —         | —      | —       |
| Kuwait        | 25–28     | —      | 23–33   |
| Ukraina       | 23–22     | —      | —       |

### Grupp II
| Nr | Lag      | S | V | O | F | GM | IM | MS  | P |
| -- | -------- | - | - | - | - | -- | -- | --- | - |
| 1  | Norge    | 2 | 2 | 0 | 0 | 61 | 50 | +11 | 4 |
| 2  | Sydkorea | 2 | 1 | 0 | 1 | 68 | 64 | +4  | 2 |
| 3  | Egypten  | 2 | 0 | 0 | 2 | 48 | 63 | −15 | 0 |

| Hemma \ Borta | Egypten | Norge | Sydkorea |
| Egypten       | —       | 18–27 | 30–36    |
| Norge         | —       | —     | 34–32    |
| Sydkorea      | —       | —     | —        |

### Grupp III
| Nr | Lag        | S | V | O | F | GM | IM | MS  | P |
| -- | ---------- | - | - | - | - | -- | -- | --- | - |
| 1  | Brasilien  | 2 | 2 | 0 | 0 | 63 | 53 | +10 | 4 |
| 2  | Grönland   | 2 | 1 | 0 | 1 | 64 | 58 | +6  | 2 |
| 3  | Australien | 2 | 0 | 0 | 2 | 48 | 64 | −16 | 0 |

| Hemma \ Borta | Australien | Brasilien | Grönland |
| Australien    | —          | 23–30     | —        |
| Brasilien     | —          | —         | —        |
| Grönland      | 34–25      | 23–30     | —        |

### Grupp IV
| Nr | Lag     | S | V | O | F | GM | IM | MS  | P |
| -- | ------- | - | - | - | - | -- | -- | --- | - |
| 1  | Marocko | 2 | 2 | 0 | 0 | 76 | 55 | +21 | 4 |
| 2  | Angola  | 2 | 1 | 0 | 1 | 61 | 59 | +2  | 2 |
| 3  | Qatar   | 2 | 0 | 0 | 2 | 54 | 77 | −23 | 0 |

| Hemma \ Borta | Angola | Marocko | Qatar |
| Angola        | —      | 28–32   | —     |
| Marocko       | —      | —       | —     |
| Qatar         | 27–33  | 27–44   | —     |

## Mellanrundan
Mellanrundan spelades mellan 24 januari till 28 januari, och lagen var indelade i två grupper om sex lag. Fyra lag från mellanrundan gick till kvartsfinalen.
De andra lagen spelade om 9:e och 11:e plats.

### Grupp I
| Nr | Lag       | S | V | O | F | GM  | IM  | MS  | P |
| -- | --------- | - | - | - | - | --- | --- | --- | - |
| 1  | Polen     | 5 | 4 | 0 | 1 | 165 | 147 | +18 | 8 |
| 2  | Tyskland  | 5 | 4 | 0 | 1 | 157 | 138 | +19 | 8 |
| 3  | Island    | 5 | 3 | 0 | 2 | 161 | 153 | +8  | 6 |
| 4  | Frankrike | 5 | 3 | 0 | 2 | 142 | 128 | +14 | 6 |
| 5  | Slovenien | 5 | 1 | 0 | 4 | 140 | 165 | −25 | 2 |
| 6  | Tunisien  | 5 | 0 | 0 | 5 | 142 | 173 | −31 | 0 |

| Hemma \ Borta | Frankrike | Island | Polen | Slovenien | Tunisien | Tyskland |
| Frankrike     | —         | 24–32  | 31–22 | 33–19     | 28–26    | 26–29    |
| Island        | —         | —      | —     | 32–31     | —        | —        |
| Polen         | —         | 35–33  | —     | —         | 40–31    | —        |
| Slovenien     | —         | —      | 27–38 | —         | —        | 29–35    |
| Tunisien      | —         | 30–36  | —     | 27–34     | —        | 28–35    |
| Tyskland      | —         | 33–28  | 25–27 | —         | —        | —        |

### Grupp II
| Nr | Lag      | S | V | O | F | GM  | IM  | MS  | P  |
| -- | -------- | - | - | - | - | --- | --- | --- | -- |
| 1  | Kroatien | 5 | 5 | 0 | 0 | 145 | 128 | +17 | 10 |
| 2  | Danmark  | 5 | 3 | 0 | 2 | 141 | 134 | +7  | 6  |
| 3  | Spanien  | 5 | 3 | 0 | 2 | 152 | 145 | +7  | 6  |
| 4  | Ryssland | 5 | 2 | 0 | 3 | 136 | 142 | −6  | 4  |
| 5  | Ungern   | 5 | 2 | 0 | 3 | 132 | 138 | −6  | 4  |
| 6  | Tjeckien | 5 | 0 | 0 | 5 | 138 | 157 | −19 | 0  |

| Hemma \ Borta | Danmark | Kroatien | Ryssland | Spanien | Tjeckien | Ungern |
| Danmark       | —       | 26–28    | 26–24    | 27–23   | 33–29    | 29–30  |
| Kroatien      | —       | —        | 32–37    | —       | 31–29    | 25–18  |
| Ryssland      | —       | —        | —        | —       | —        | 26–25  |
| Spanien       | —       | 28–29    | 33–29    | —       | 35–29    | —      |
| Tjeckien      | —       | —        | 26–30    | —       | —        | 25–28  |
| Ungern        | —       | —        | —        | 31–33   | —        | —      |

## Placeringsmatcher
| Match om tjugotredjeplats | Match om tjugotredjeplats | Match om tjugotredjeplats |
| ------------------------- | ------------------------- | ------------------------- |
| Lag 1                     | Resultat                  | Lag 2                     |
| Australien                | 22–36                     | Qatar                     |

| Match om tjugoförstaplats | Match om tjugoförstaplats | Match om tjugoförstaplats |
| ------------------------- | ------------------------- | ------------------------- |
| Lag 1                     | Resultat                  | Lag 2                     |
| Grönland                  | 28–29                     | Angola                    |

| Match om nittondeplats | Match om nittondeplats | Match om nittondeplats |
| ---------------------- | ---------------------- | ---------------------- |
| Lag 1                  | Resultat               | Lag 2                  |
| Brasilien              | 36–29                  | Marocko                |

| Match om sjuttondeplats | Match om sjuttondeplats | Match om sjuttondeplats |
| ----------------------- | ----------------------- | ----------------------- |
| Lag 1                   | Resultat                | Lag 2                   |
| Kuwait                  | 22–26                   | Egypten                 |

| Match om femtondeplats | Match om femtondeplats | Match om femtondeplats |
| ---------------------- | ---------------------- | ---------------------- |
| Lag 1                  | Resultat               | Lag 2                  |
| Sydkorea               | 44–31                  | Argentina              |

| Match om trettondeplats | Match om trettondeplats | Match om trettondeplats |
| ----------------------- | ----------------------- | ----------------------- |
| Lag 1                   | Resultat                | Lag 2                   |
| Ukraina                 | 22–32                   | Norge                   |

| Match om elfteplats | Match om elfteplats | Match om elfteplats |
| ------------------- | ------------------- | ------------------- |
| Lag 1               | Resultat            | Lag 2               |
| Tunisien            | 25–21               | Tjeckien            |

| Match om niondeplats | Match om niondeplats | Match om niondeplats |
| -------------------- | -------------------- | -------------------- |
| Lag 1                | Resultat             | Lag 2                |
| Slovenien            | 33–34                | Ungern               |

## Slutspel
Slutspelet spelades längst i hela turneringen, startade tisdagen den 30 januari och slutade söndagen 4 februari. Vinnarna i kvartsfinalen gick vidare till semifinal. Semifinalerna spelades den 1 februari; och 5:e and 7:e platsernas playoff spelades 3 februari.

### Slutspelsträd
|  | Kvartsfinaler   | Kvartsfinaler   |                 |         | Semifinaler | Semifinaler |  |  | Final           | Final |
|  |                 |                 |                 |         |             |             |  |  |                 |       |
|  | 30 januari 2007 |                 |                 |         |             |             |  |  |                 |       |
|  |                 |                 |                 |         |             |             |  |  |                 |       |
|  | Spanien         | 25              |                 |         |             |             |  |  |                 |       |
|  | Spanien         | 25              | 1 februari 2007 |         |             |             |  |  |                 |       |
|  | Tyskland        | 27              |                 |         |             |             |  |  |                 |       |
|  | Tyskland        | 27              | Tyskland (2ÖT)  | 32      |             |             |  |  |                 |       |
|  | 30 januari 2007 |                 | Tyskland (2ÖT)  | 32      |             |             |  |  |                 |       |
|  |                 | Frankrike       | 31              |         |             |             |  |  |                 |       |
|  | Kroatien        | Frankrike       | 31              | 18      |             |             |  |  |                 |       |
|  | Kroatien        |                 | 4 februari 2007 | 18      |             |             |  |  |                 |       |
|  | Frankrike       | 21              |                 |         |             |             |  |  |                 |       |
|  | Frankrike       | 21              | Tyskland        | 29      |             |             |  |  |                 |       |
|  | 30 januari 2007 |                 | Tyskland        | 29      |             |             |  |  |                 |       |
|  |                 | Polen           | 24              |         |             |             |  |  |                 |       |
|  | Polen           | Polen           | 24              | 28      |             |             |  |  |                 |       |
|  | Polen           | 1 februari 2007 |                 | 28      |             |             |  |  |                 |       |
|  | Ryssland        | 27              |                 |         |             |             |  |  |                 |       |
|  | Ryssland        | 27              | Polen (2ÖT)     | 36      | Bronsmatch  | Bronsmatch  |  |  |                 |       |
|  | 30 januari 2007 |                 | Polen (2ÖT)     | 36      | Bronsmatch  | Bronsmatch  |  |  |                 |       |
|  |                 | Danmark         | 33              |         |             |             |  |  |                 |       |
|  | Island          | Danmark         | 33              | 41      | Frankrike   | 27          |  |  |                 |       |
|  | Island          |                 |                 | 41      | Frankrike   | 27          |  |  |                 |       |
|  | Danmark (ÖT)    | 42              |                 | Danmark | 34          |             |  |  |                 |       |
|  | Danmark (ÖT)    | 42              |                 |         | 34          |             |  |  |                 |       |
|  |                 |                 |                 |         |             |             |  |  | 4 februari 2007 |       |
|  |                 |                 |                 |         |             |             |  |  |                 |       |

Spel om femte- till åttondeplats
|  | Semifinaler     | Semifinaler     |    |                 | Match om femteplats  | Match om femteplats |  |
|  |                 |                 |    |                 |                      |                     |  |
|  | 1 februari 2007 |                 |    |                 |                      |                     |  |
|  | Spanien         | 27              |    |                 |                      |                     |  |
|  | Kroatien        | 35              |    |                 |                      |                     |  |
|  |                 |                 |    |                 |                      |                     |  |
|  |                 |                 |    |                 | 3 februari 2007      |                     |  |
|  |                 |                 |    |                 | Kroatien             | 34                  |  |
|  |                 | Ryssland        | 25 |                 |                      |                     |  |
|  |                 |                 |    |                 |                      |                     |  |
|  |                 |                 |    |                 |                      |                     |  |
|  |                 |                 |    |                 | Match om sjundeplats |                     |  |
|  | 1 februari 2007 | 1 februari 2007 |    | 3 februari 2007 | 3 februari 2007      |                     |  |
|  | Ryssland        | 28              |    | Spanien         | 40                   |                     |  |
|  | Island          | 25              |    |                 | Island               | 36                  |  |

| Världsmästare: Tyskland |

## Slutställning
| 1 | Tyskland  |
| 2 | Polen     |
| 3 | Danmark   |
| 4 | Frankrike |
| 5 | Kroatien  |
| 6 | Ryssland  |
| 7 | Spanien   |
| 8 | Island    |

| 9  | Ungern    |
| 10 | Slovenien |
| 11 | Tunisien  |
| 12 | Tjeckien  |
| 13 | Norge     |
| 14 | Ukraina   |
| 15 | Sydkorea  |
| 16 | Argentina |

| 17 | Egypten    |
| 18 | Kuwait     |
| 19 | Brasilien  |
| 20 | Marocko    |
| 21 | Angola     |
| 22 | Grönland   |
| 23 | Qatar      |
| 24 | Australien |

## Utmärkelser

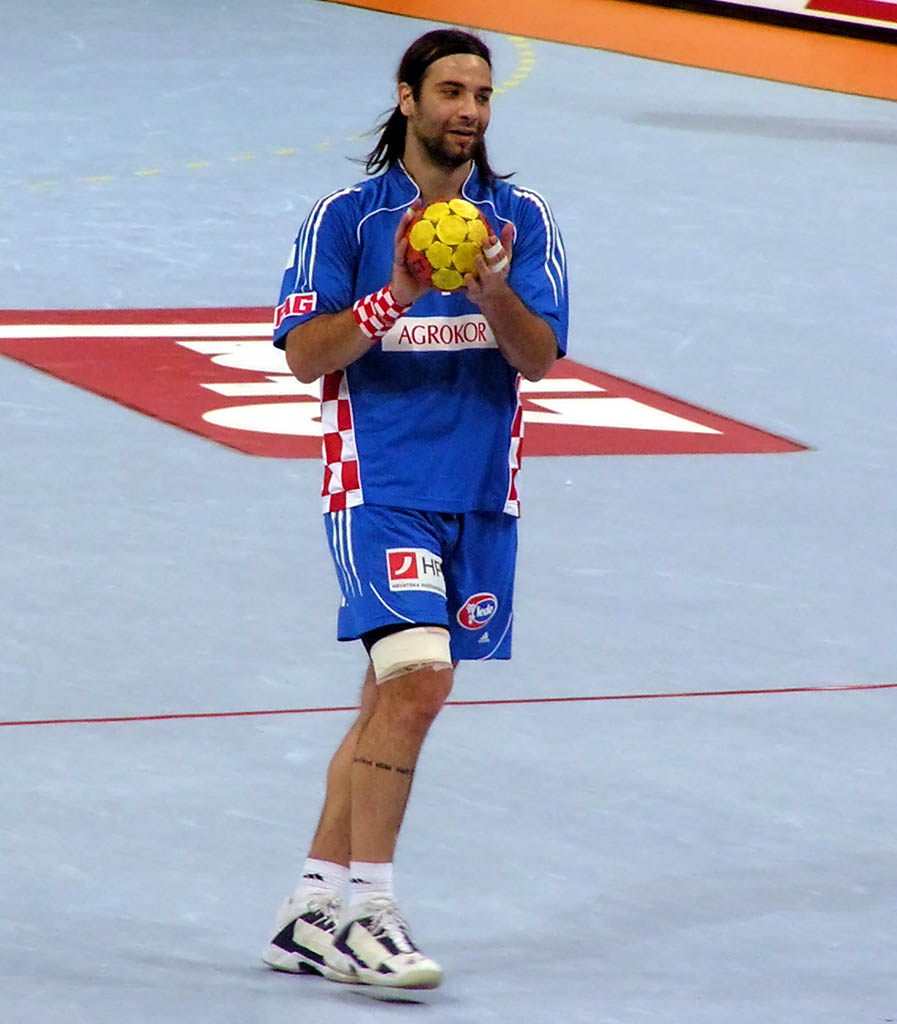
Ivano Balić för Kroatien under matchen mot Danmark i Grupp II

### Mest värdefulla spelare
| MVP | Ivano Balić |

### All-Star Team
| Målvakt     | Henning Fritz      |
| Vänstersexa | Eduard Koksjarov   |
| Mittsexa    | Michael V. Knudsen |
| Högersexa   | Mariusz Jurasik    |
| Vänsternia  | Nikola Karabatić   |
| Mittnia     | Michael Kraus      |
| Högernia    | Marcin Lijewski    |

## Skytteligan
| Plats | Namn                    | Nationalitet | Matcher | SM | 7m | Mål totalt |
| ----- | ----------------------- | ------------ | ------- | -- | -- | ---------- |
| 1     | Guðjón Valur Sigurðsson | Island       | 10      | 65 | 1  | 66         |
| 2     | Filip Jícha             | Tjeckien     | 8       | 48 | 9  | 57         |
| 3     | Karol Bielecki          | Polen        | 10      | 56 | 0  | 56         |
| 4     | Eduard Koksjarov        | Ryssland     | 9       | 33 | 22 | 55         |
| 5     | Ivano Balić             | Kroatien     | 10      | 53 | 0  | 53         |
| 5     | Snorri Guðjónsson       | Island       | 10      | 38 | 15 | 53         |
| 5     | Ólafur Stefánsson       | Island       | 10      | 37 | 16 | 53         |
| 8     | Nikola Karabatic        | Frankrike    | 10      | 50 | 0  | 50         |
| 9     | Angutimmarik Kreutzmann | Grönland     | 6       | 41 | 8  | 49         |
| 10    | Alexander Petersson     | Island       | 10      | 48 | 0  | 48         |